# مستقليك (قرشي)
مستقليك هي بلدة في مقاطعة قمشي في ولاية قشقداريا في أوزبكستان.